# Hilara abdominalis
Hilara abdominalis är en tvåvingeart som beskrevs av Zetterstedt 1838. Hilara abdominalis ingår i släktet Hilara och familjen dansflugor. Arten är reproducerande i Sverige. Inga underarter finns listade i Catalogue of Life.